# トマス・ヴィリアーズ (初代クラレンドン伯爵)
初代クラレンドン伯爵トマス・ヴィリアーズ（英語：Thomas Villiers, 1st Earl of Clarendon, PC、1709年 - 1786年12月11日）は、イギリスの政治家、外交官、貴族。

## 経歴
1709年に第2代ジャージー伯爵ウィリアム・ヴィリアーズとその妻ジュディスの間の次男として生まれる。
イートン校を経てケンブリッジ大学クイーンズ・カレッジへ進学したが、学位をえずに退学し、外交官となった。1737年にはポーランド王・ザクセン選帝侯アウグスト3世の宮廷に特命使節(envoy extraordinary)として派遣され、1740年には全権公使(minister-plenipotentiary)となる。1742年から1743年にはウィーン公使となり、その後、オーストリア継承戦争の進展を報告するためにポーランドへ送られた。1745年から1746年にかけてはプロイセン王国ベルリンに弁理公使 (minister resident)として駐在。
1748年にはプロイセン王国から男爵位を贈られた。1748年2月に外交官職を退任し、以降は本国政界に専念。1747年から1756年までタムワース選挙区から選出されてホイッグ党の庶民院議員を勤める。1756年6月3日にはグレートブリテン貴族「ウィルトシャー州におけるヒンドンのハイド男爵(Baron Hyde of Hindon in the County of Wiltshire)」に叙され、貴族院議員に列した。
1763年9月9日には枢密顧問官（PC）に列した。1763年から1765年までグレンヴィル内閣で郵政長官を務め、ついで1771年から1782年までノース卿内閣でランカスター公領大臣を務めた。
1776年6月14日にグレートブリテン貴族「クラレンドン伯爵」に叙せられた。1773年から1786年まで小ピット内閣でランカスター公領担当大臣を務める。1786年9月からは郵政長官に転じるが、同年12月11日にハートフォードシャー・ワトフォードで死去し、同地に埋葬された。

## 爵位
1756年6月3日に以下の爵位を新規に叙される。
- ウィルトシャー州におけるヒンドンの第4代ハイド男爵 (4th Baron Hyde, of Hindon in the County of Wiltshire)
(勅許状によるグレートブリテン貴族爵位)

1776年6月14日に以下の爵位を新規に叙される。
- 第4代クラレンドン伯爵 (4th Earl of Clarendon)
(勅許状によるグレートブリテン貴族爵位)

## 家族
1752年3月30日に第3代エセックス伯爵ウィリアム・カペルの娘シャーロッテと結婚し、以下の4人の子を儲けた。
- 第1子（長男）トマス・ヴィリアーズ（英語版） (1753–1824)：第2代クラレンドン伯位を継承
- 第2子（次男）ジョン・ヴィリアーズ（英語版） (1757–1838)：第3代クラレンドン伯位を継承
- 第3子（三男）ジョージ・ヴィリアーズ（英語版） (1759–1827)：第4代クラレンドン伯爵ジョージ・ヴィリアーズの父
- 第4子（長女）シャーロッテ・バーバラ・ヴィリアーズ (1761–1810)